# Hannah Höchová
Hannah Höchová, rodným jménem Anna Therese Johanne Höch (1. listopadu 1889 Gotha – 31. května 1978 Berlín) byla německá malířka a grafička, členka berlínské skupiny dadaistů. Byla průkopnicí výtvarné techniky fotomontáže.

## Život
Byla nejstarší z pěti dětí ředitele pojišťovny, matka byla amatérská malířka a svou dceru povzbuzovala v jejím zájmu o malování. Hannah v letech 1896 až 1904 navštěvovala vyšší dívčí školu v Gothě. Ve věku 15 let musela školu opustit, aby pomohla v péči o svou nejmladší sestru. V roce 1912 začala studovat obor sklářského designu na Vysoké škole užitého umění v Berlíně. V roce 1915 se stala žačkou grafické třídy Emila Orlika, který působil ve vzdělávací instituci při Uměleckoprůmyslovém muzeu. Tam se v roce 1915 setkala s Raoulem Hausmannem, členem hnutí dada a navázali spolu intimní vztah, který trval sedm let. Jeho prostřednictvím se jako jediná žena o dva roky později zapojila do činnosti berlínské dadaistické skupiny. Prvního uměleckého úspěchu dosáhla v roce 1917, kdy její dřevoryt Prorok Matthäus byl otištěn v časopise Das Kunstblatt. V roce 1920 se zúčastnila Prvního mezinárodního dadaistického veletrhu, na kterém kromě jiných děl (akvarely a expresionistické kresby) vystavila dvě panenky dada vyrobené z různých textilií, lepenky a korálků. Ve své práci se často zaměřovala na genderová témata. Od tohoto roku se účastnila také výročních výstav radikálního uměleckého sdružení Listopadová skupina. Ve stejném roce navštívila spolu s Hausmannem dadaisty v Praze. Konec vztahu s Hausmannem znamenal pro Höchovou získání tvůrčí svobody a posílení uměleckého sebevědomí. Jako žena totiž přes své úspěchy zůstávala na okraji berlínské dadistické skupiny skupiny.

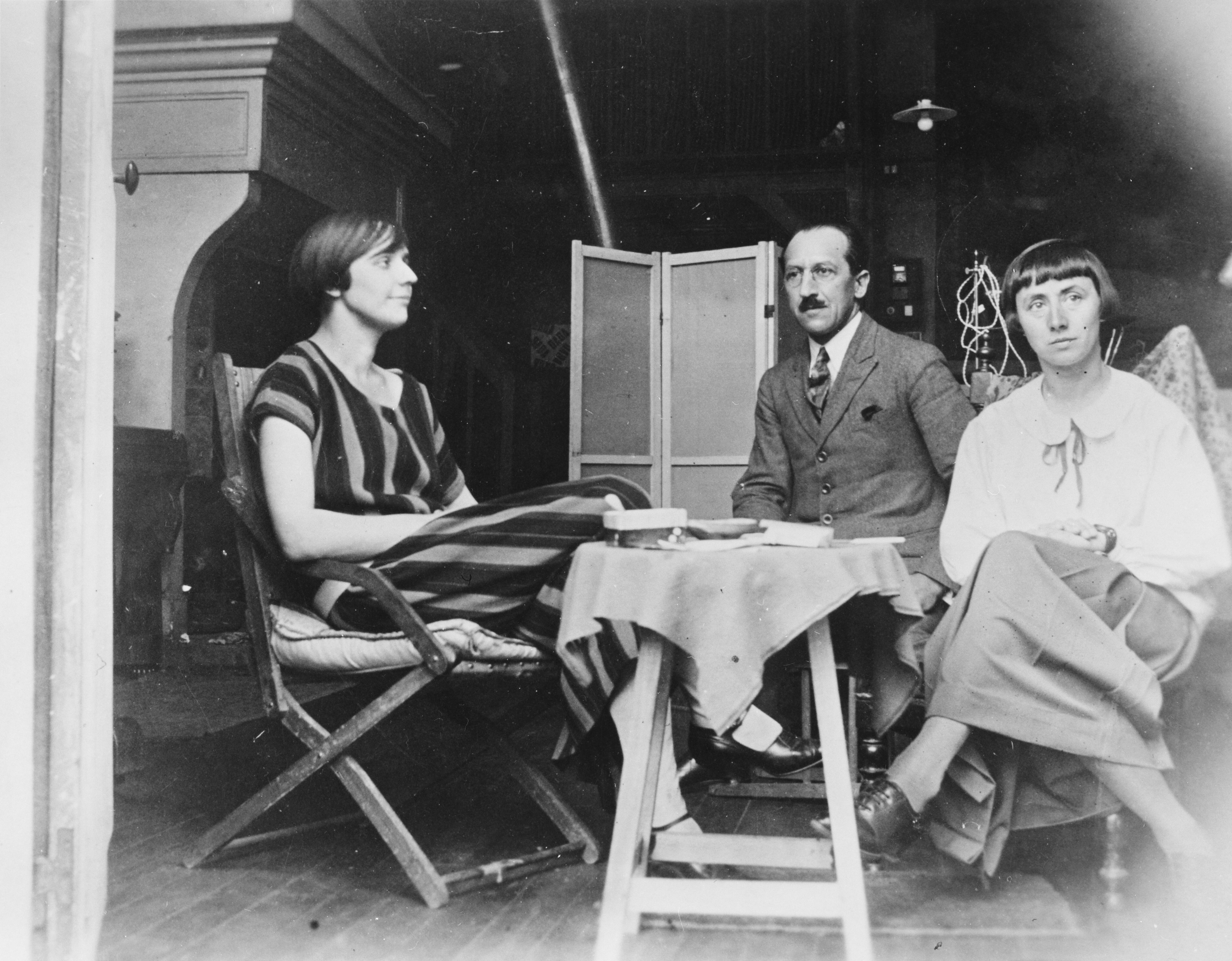
Nelly van Doesburgová, Piet Mondriaan a Hannah Höchová (duben 1924)

V letech 1916 až 1926 Höchová pracovala v oddělení řemesel pro nakladatelství Ullstein Verlag, kde vytvářela návrhy šatů, výšivek, krajek a ručních prací pro ženské časopisy. Ve své volné tvorbě se věnovala kolážím a fotomontážím.  V roce 1924 poprvé odcestovala do Paříže. Na zpáteční cestě navštívila Pieta Mondriana a jeho skupinu De Stijl. Zůstala s nimi v kontaktu až do roku 1933.  Zúčastnila se výstav v Sovětském svazu a Berlíně.

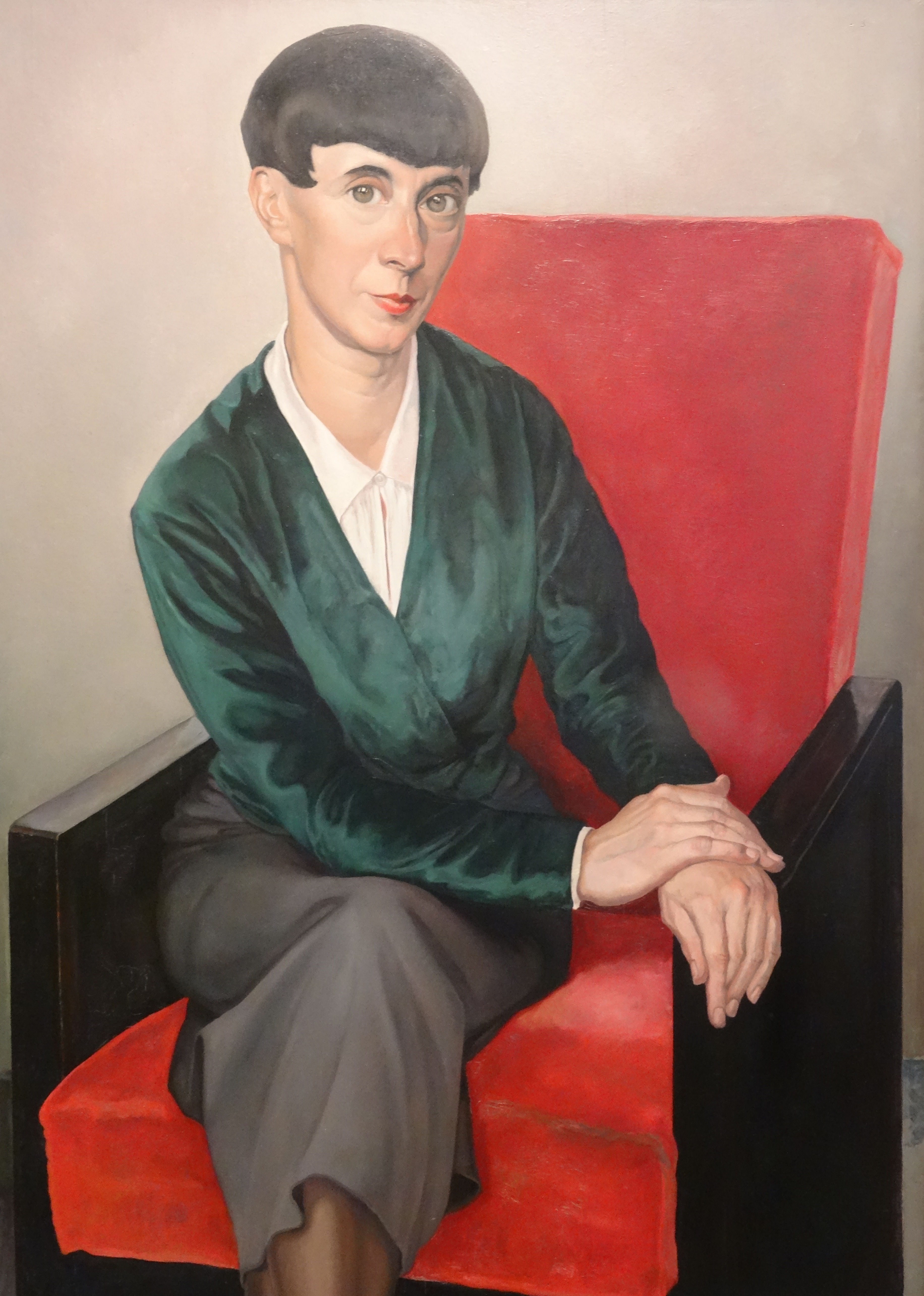
Chris Lebeau: Portrét Hannah Höchové (1933)

V roce 1926 navázala vztah s holandskou spisovatelkou a lingvistkou Mathildou (Til) Brugmanovou, se kterou se seznámila prostřednictvím společných přátel Kurta a Helmy Schwittersových. Na podzim roku 1926 se přestěhovala do Haagu, kde spolu žily až do roku 1929 a potom ještě šest let v Berlíně. V roce 1935 vyšla jejich společná kniha s názvem Scheingehacktes. V tomto období se zúčastňovala výstav v Holandsku i Německu, jako byly například Ženy v tísni (Frauen in Not) a Fotomontáž pořádané v roce 1931. Od roku 1929 měla i samostatné výstavy. V roce 1932 dostala Höchová příležitost vystavovat své práce v USA, zatím co v Německu bylo v době nacionálního socialismu její dílo považováno za degenerované a podléhalo zákazu. Důležitým zdrojem příjmů ve třicátých letech byla pro Höchovou práce pro nizozemského vydavatele Anthonyho Bakelse. Navrhovala obálky knih a vytvářela ilustrace do časopisů, které vycházely v Berlíně. V roce 1934 musela podstoupit vážnou operaci štítné žlázy a od té doby měla zdravotní problémy.

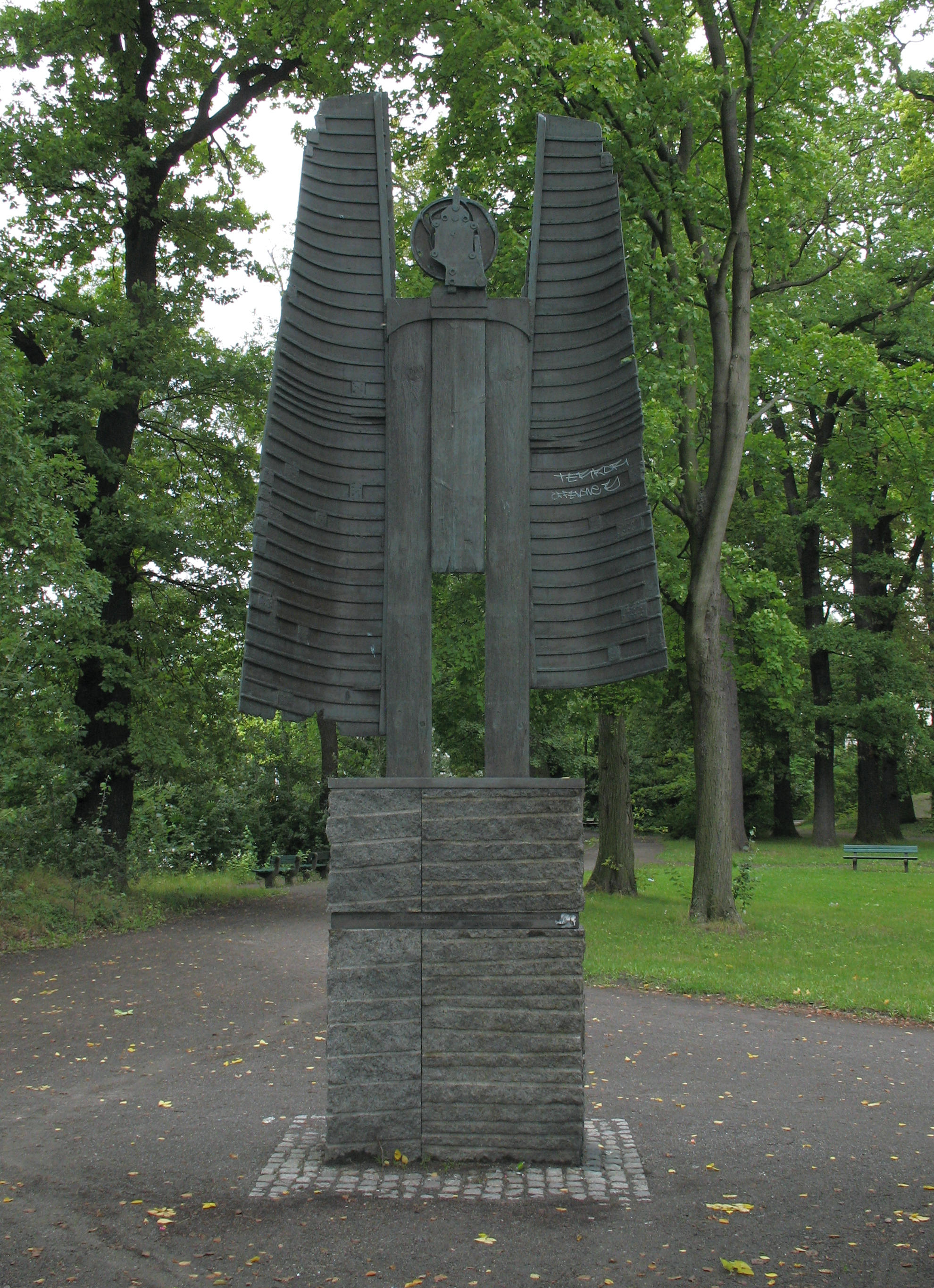
Archanděl z Heiligensee, sochu na počest Hannah Höchové v Berlině–Tegelu vytvořil Siegfried Kühl roku 1989

V roce 1938 se provdala za Kurta Heinze Matthiese, o 21 let mladšího obchodního zástupce. S manželem jezdila po Německu a Nizozemsku a do deníků zaznamenávala své poznatky o různých událostech, jako byly židovské pogromy v listopadu 1938 nebo napadení Polska v září 1939. Léta Třetí říše strávila v Německu a držela se v ústraní. Žila v malém zahradním domku v Heiligensee, odlehlé oblasti na okraji Berlína, který koupila v roce 1939. V jejích obrazech převládaly přírodní motivy, vznikla četná květinová a rostlinná zátiší. S manželem se rozvedla v roce 1944.
Po válce se aktivně zapojila do obnovy berlínského kulturního života. Přednášela na téma Ženy a umění. Pokračovala v umělecké tvorbě a svá díla vystavovala i mezinárodně. Po roce 1946 se zúčastňovala i výstav surrealistů. V roce 1948 se účastnila retrospektivy DADA v Muzeu moderního umění v New Yorku. V roce 1965 byla Hannah Höchová jmenována členkou Akademie umění v Západním Berlíně. Do povědomí veřejnosti se však dostala až v roce 1971 retrospektivní výstavou na berlínské Akademii umění. Na výstavě pořádané Radou Evropy v roce 1977 v Berlíně pod názvem Tendence 20. let bylo představeno 24 jejích prací.
Zemřela v Berlíně dne 31. května 1978 ve věku 88 let. Byla pohřbena do čestného hrobu na státním hřbitově Heiligensee.

## Tvorba
Už za studií se věnovala kolážím, jedna z prvních známých prací s názvem Bílý mrak (Weiße Wolke) vznikla v roce 1916. Od roku 1918 vytvářela své první fotomontáže, ve kterých jako dominantní médium byly použity fotografie. K tvorbě koláží a fotomontáží často používala obrázky a texty vystříhané z časopisů a novin, soukromých fotografií i různých prospektů. Kladla vedle sebe na první pohled nesouvisející výstřižky, a jejich spojení dávalo dílu nový smysl. Společně s berlínskou dadaistickou skupinou využívala své umění jako prostředek upozorňující na politické a sociální problémy své doby. Umění mělo sloužit k boji za lepší svět, mělo být zrcadlem nastaveným společnosti a politice a provokovat diváky k zaujetí nového postoje. Častým tématem jejích fotomontáží bylo postavení ženy v tehdejší společnosti. Zpochybnila dosavadní myšlenku a koncept ženské krásy, prosazovala nový typ ženy, která je nezávislá a dokáže bojovat za spravedlnost a rovnost. Höchová ve svém díle mísila ženské a mužské postavy dohromady a stírala hranice mezi oběma pohlavími. Svá nejznámější díla vytvořila v meziválečném období:
- Řez kuchyňským nožem dadaismu skrz poslední výmarskou kulturní epochu v Německu (1919), s portréty umělců, sportovců a politiků, technickými součástkami, předměty každodenní potřeby, části novinových titulků. Dílo je kritikou neúspěšného pokusu o demokracii v Německu. Fotomontáž spojuje tři ústřední témata děl Hannah Höchové: androgynie, nový typ ženy a politický diskurz. Ukázala jasné feministické poselství tím, že do pravého dolního rohu přidala mapu, na které jsou zvýrazněny evropské země, kde mají ženy volební právo.
- Da–Dandy (1919) – žena je zobrazena jako ženský dandy: různé části ženských obličejů a těl na pozadí fragmentů obrazů doplňují nápisy Dada a Da/ndy. Vystřižené obrazy žen současně tvoří siluetu mužského profilu. Obraz je kritikou buržoazní středostavovské ženy i gendrových vztahů v tehdejší společnosti.
- Krásná dívka (1920) – kombinuje motivy ideální ženské ženy s autodíly. Ženské tělo je prezentováno jako předmět nebo zboží. Spolu s industrializací přichází příležitost pro ženy, aby se více zapojily do pracovní procesu. Přes určitou emancipaci a svobodu ženy žijí ve společnosti, která je ovládána muži.
- Moje domácí rčení (Meine haussprüche, 1922) – pokládáno za rozloučení s první láskou a hnutím Dada. V knize hostů jsou uvedeny výroky dadistů a německých spisovatelů včetně Goetheho a NietzschehoRezignace (1928, olejomalba)

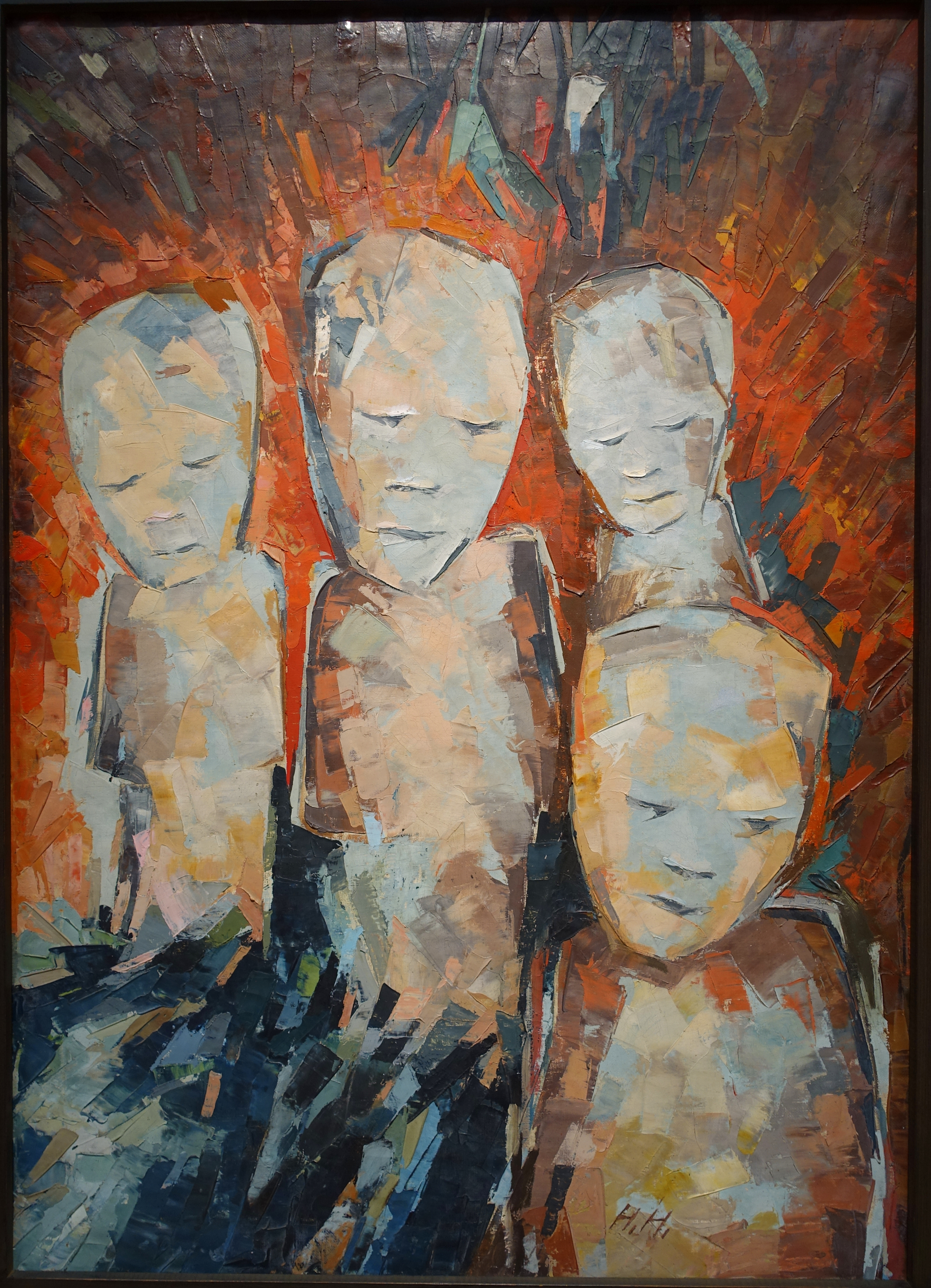
Rezignace (1928, olejomalba)

- Svět velkých peněz (1923) s postavami bankéřů či byznysmenů obklopených částmi strojů – satirický pohled na industrialismus a finančnictví v Německu po první světové válce.[1]
- Z Etnografického muzea (1924–1930) je série sedmnácti fotomontáží, které zpochybňují jak sociálně konstruované genderové role, tak rasové stereotypy. Staví vedle sebe protiklad fragmentů těl a soch evropských žen a národů, které byly považovány za primitivní a které viděla při návštěvách v etnografických muzeích v Leidenu a Berlíně.

- Marlene (1930) – Koláž znázorňuje dva muže, kteří se dívají vzhůru na sochu umístěnou na podstavci, kterou tvoří pár nohou v punčochách a botách s vysokými podpatky. Vyjadřuje postoj autorky k roli genderové identity a ženské sexuality.

Po válce se její fotomontáže staly abstraktnější a barevnější: Poezie kolem komína (Poesie um einen Schornstein, 1956), Vesmírné cestování (Raumfahrt, 1956) nebo Duch bažin (Sumpfgespenst, 1961). V 60. letech také do svých fotomontáží znovu zavedla figurální prvky Groteska (1963), Kolem červených úst (Um einen roten Mund, 1967). V jedné ze svých posledních a největších fotografických koláží Obraz života (1972–73; Lebensbild), narativně-vizuálním způsobem shromáždila svou vlastní minulost a zobrazila sama sebe ve vztahu k veřejnému prostředí.
Hochová se věnovala i malířské tvorbě. Malovala především portréty a zátiší. Techniku montáže přenášela i do malířství. V závislosti na tématu přecházela mezi uměleckými styly, napříč všemi ideologickými předěly. V letech 1940 až 1945 vznikla série Notzeitbilder (Obrazy z časů nouze), která zahrnuje 15 kvašů, akvarelů a olejomaleb z války, hladu, neštěstí. Vrcholí triptychem Tanec smrti.